# Паутинник красивейший
Паути́нник краси́вейший (лат. Cortinarius speciosissimus), или паутинник краснова́тый (лат. Cortinarius rubellus), — вид грибов, входящий в род паутинник (Cortinarius) семейства паутинниковые (Cortinariaceae). Смертельно ядовит, содержит медленно действующие токсины, вызывающие почечную недостаточность.

## Описание
Пластинчатый шляпконожечный гриб. Шляпка взрослых грибов достигает 3—8 см в диаметре, у молодых грибов колокольчатая до конической, затем выпуклая и плоско-выпуклая, с тупым бугорком в центре, не гигрофанная. Поверхность сухая, бархатисто-волокнистая, ближе к краю изредка чешуйчатая, красно-коричневая до рыжевато-бурой. Пластинки гименофора приросшие к ножке, сравнительно редкие, у молодых грибов ярко-охристо-коричневые, с возрастом становятся ржаво-коричневыми.
Мякоть желтоватая или оранжеватая.
Ножка достигает 5—12 см в длину и 0,5—1,5 см в толщину, цилиндрическая или немного утолщающаяся книзу, с волокнистой оранжево-коричневой поверхностью с заметными поясками покрывала.
Споровый отпечаток ржаво-коричневого цвета. Споры 8—11×6,5—8,5 мкм, широкоэллиптические или почти шаровидные, с бородавчатой поверхностью. Хейлоцистиды редкие.
Растет поодиночке или небольшими группами с середины июля до начала октября.
Ядовитый гриб, содержащий орелланины. Вызывает необратимые изменения в почках, часто приводящие к летальному исходу.

### Сходные виды
- Cortinarius orellanus (Fr.) Fr., 1838 — Паутинник горный также смертельно ядовит, произрастает в широколиственных лесах, образует микоризу с дубом и буком. Не имеет поясков на ножке.

## Экология и ареал
Распространён только в Европе, где известен из многих районов. На территории России известен на севере Европейской части.
Произрастает в хвойных и смешанных лесах, образует микоризу с елью.

## Синонимы
- Cortinarius orellanoides Rob.Henry, 1937
- Cortinarius orellanoides var. speciosissimus (Kühner & Romagn.) Cons., D.Antonini & M.Antonini, 2003
- Cortinarius rubellus Cooke, 1887
- Cortinarius speciosus J.Favre, 1948, nom. illeg.
- Dermocybe orellanoides (Rob.Henry) M.M.Moser, 1953